# Luc Wolff
Luc Wolff (Luxemburg-Stad, 1954) is een Luxemburgs kunstschilder en beeldend kunstenaar.

## Leven en werk
Luc Wolff bezocht het Athénée de Luxembourg en werkte vervolgens tien jaar als hovenier in het bedrijf van zijn ouders, die een boomkwekerij en tuinderij hadden. Hij vertrok naar Berlijn en studeerde er aanvankelijk landschapsarchitectuur (1984-1986) aan de Technische Fachhochschule Berlin. Hij maakte een overstap naar de kunst en studeerde verder aan de Freie Akademie für Kunst en de Hochschule der Künste Berlin(1986-1988). Hij woont en werkt vooral in Berlijn, afwisselend in Lorentzweiler.
Wolff ging schilderen, waarbij de organische vormen die hij vanuit de tuinbouw kent in zijn werk herkenbaar terugkeerden. In de jaren 90 ging hij experimenteren met papier en behang, met vorm en ruimte buiten het schilderdoek. Door bijvoorbeeld muren met gips te bekleden of deze helemaal weg te laten en de open ruimte te tonen, zoals bij het project Magazzino waarmee hij in 1997 het groothertogdom vertegenwoordigde op de Biënnale van Venetië. In 1989 sloot hij zich aan bij de Cercle Artistique de Luxembourg.
Hij ontving stipendia van onder andere het Fonds Culturel National in Luxemburg (1989, 2001), Künstlerförderung Berlin (1992-1995), de Cité Internationale des Arts in Parijs (1993), het Luxemburgs Ministerie van Cultuur (1997) en het Kunstfonds in Bonn (1999). Naast zijn werk als kunstenaar was Wolff onder meer gastdocent bij de Burg Giebichenstein Kunsthochschule Halle (2003) en de Hochschule Niederrhein in Krefeld (2003-2004) en de Cercle Européen pour la Propagation des Arts in Luxemburg (2004).

## Enkele solo-exposities
- 1993: Luc Wolff: plans complexes, Galerie de Luxembourg, Luxemburg-Stad
- 1997: Biënnale van Venetië
- 2001: Place au vide, Galerie Erna Hécey, Luxemburg
- 2001: Null Set bij de Württembergischer Kunstverein, Stuttgart
- 2018: Galerie Mediart Luxembourg
- 2024: Papiers Peints/ Wallpapers in de Luxemburgse ambassade in Berlijn

- Gemeinsame Normdatei: 124465552
- Virtual International Authority File: 8321832